# 85 Geminorum
85 Geminorum är en vit stjärna i huvudserien i stjärnbilden Tvillingarna.
85 Geminorum har visuell magnitud +5,35 och synlig för blotta ögat vid normal seeing. Den befinner sig på ett avstånd av ungefär 375 ljusår.